# 公会镇 (张北县)
公会镇，是中华人民共和国河北省张家口张北县下辖的一个乡镇级行政单位。

## 行政区划
公会镇下辖以下地区：
石头淖村、杨十五村、盘城房村、南口房村、大特拉村、郭虎梁村、淖海营村、梁家村、汽车桥村、新义村、富公村、许青房村、曹家营村、大考村、东号村、柴家营村、东不拉村、双脑包村、落花营村和公会村。